# Diócesis de Italia Anonaria
La diócesis de Italia Anonaria (Dioecesis Italiae Annonariae) fue una división administrativa del Imperio romano utilizada durante su periodo conocido como «Bajo Imperio». Agrupaba un total de seis provincias y a su vez, formaba parte de la prefectura de Italia.

## Las diócesis como unidades administrativas
Durante la tetrarquía de Diocleciano se realizó una profunda reorganización de la Administración imperial en la que uno de los aspectos más destacados fue la creación de un buen número de provincias mediante la división de las existentes. Aunque se ha visto este proceso como un medio para evitar el surgimiento de usurpadores reduciendo su posible base de poder, parece que el objetivo final era, más bien, el aumento del número de gobernadores y la reducción de su ámbito de actuación para que esta se desarrollase más eficazmente. Para hacer posible el control del gran número de provincias desde la Administración central, estas se agruparon, entonces, en varias «diócesis» que eran supervisadas por un «vicario» (vices agens praefectorum praetorio) en representación del prefecto del pretorio.

## Historia
Sobre el año 298 se dividió la Dioecesis Italiae en dos partes: «Italia Anonaria» —que agrupaba las provincias del norte— e «Italia Suburbicaria» —que lo hacía con las del centro y sur—. Ambas, junto a las de Hispania y África, se asignaron a Maximiano. En el año 303, este abdicó junto a Diocleciano de su puesto de augusto y el territorio de Italia fue asignado a Severo. Al poco tiempo cayó bajo el control de Majencio quien fue derrotado por Constantino tras una guerra civil. A la muerte de este, el Imperio se dividió entre sus hijos y Constante recibió las diócesis italianas, las ilíricas y África.
Era una diócesis fronteriza y como tal sufrió varias invasiones de pueblos bárbaros entre las que destacan las invasiones de Italia por Alarico en los años 401 y 408.
Son pocos los nombres de vicarios que se conocen y todos ellos, sin excepción pertenecían a la clase ecuestre. Para la diócesis de Italia Anonaria existen reseñas de:
Julio Severo (atestiguado en 318).
Silvio Paulo (atestiguado en 325).
Ceciliano (atestiguado antes de 326).
Baso (atestiguado en 326).
Lucio Creperio Madaliano (atestiguado en 341).
Faventio (atestiguado en 356).
Ceionio Itálico (atestiguado en 374).
Catafronio (entre 376 y 377).
Cronio Eusebio (atestiguado en 399).

## Características

Provincias de la diócesis de Italia Anonaria.
Recia Primera
Recia Segunda
Emilia y Liguria
Venetia e Istria
Alpes Cotios
Flaminia y Piceno

Presentaba tres áreas geográficas principales: el valle del Po, la cordillera de los Alpes y un tramo de la frontera danubiana. Entre sus comunicaciones y rutas comerciales destacaban las calzadas que atravesaban las montañas para dirigirse a la Galia o al Ilírico así como las que lo hacían con Roma y el sur de la península. Contaba con dos cecas para monedas ordinarias situadas en Aquileia y Ticinum (que fue cerrada al final del gobierno de Constantino). Las monedas de oro, por su parte, eran producidas en la residencia imperial: Mediolanum y posteriormente, Rávena.

## Organización administrativa
La diócesis agrupó las provincias italianas del norte que, a partir del 320, eran:
Alpes Cottiae
Aemilia et Liguria
Raetia prima
Raetia secunda
Venetia et Histria
Flaminia et Picenum

## Despliegue militar
Contaba con el principal cuerpo militar del Imperio ya que, a su situación fronteriza, sumaba el hecho de que dentro de ella se encontraba Rávena, la capital imperial y residencia del emperador. El ejército de comitatenses estacionado en ella se componía, en teoría, de 28 500 soldados repartidos en:
5 unidades de vexilatio palatina (500 hombres c.u.)
1 unidad de vexilatio comitatenses (500 hombres)
8 legión palatina (1000 hombres c.u.)
22 unidades de auxilia palatina (500 hombres c.u.)
5 legiones comitatenses (1000 hombres c.u.)
2 legiones pseudocomitatenses (500 hombres c.u.)
La defensa de las áreas alpinas que daban acceso a Italia estaba al cargo del comes Italiae aunque luego fue asumida por el dux Raetiae al mando de 11 000 soldados limitanei repartidos en cuarteles fronterizos por las provincias de Recia prima y secunda.